# Lobocheilos terminalis
Lobocheilos terminalis är en fiskart som beskrevs av Maurice Kottelat och Tan 2008. Lobocheilos terminalis ingår i släktet Lobocheilos och familjen karpfiskar. Inga underarter finns listade i Catalogue of Life.